# Oldenzijl (Het Hogeland)
Pour les articles homonymes, voir Oldenzijl.
Oldenzijl est un village de la commune néerlandaise de Het Hogeland, situé dans la province de Groningue. 

## Histoire
Oldenzijl fait partie de la commune d'Eemsmond avant le 1er janvier 2019, quand celle-ci est supprimée et fusionnée avec Bedum, De Marne et Winsum pour former la nouvelle commune de Het Hogeland.